# 樊尚·安斯泰特
樊尚·安斯泰特（法語：Vincent Anstett，1982年7月26日—），法国男子击剑运动员，2005年世界锦标赛男子佩剑团体铜牌得主、2006年世界锦标赛男子佩剑团体金牌得主、2007年世界锦标赛男子佩剑团体银牌得主、2017年世界锦标赛男子佩剑个人铜牌得主。